# Säivisviken
Säivisviken (Fins: Säivinlahti) is een baai binnen de Zweedse gemeente Haparanda. De baai genoemd naar het dorp Säivis ligt in het noorden van de Botnische Golf. Het riviertje Myllyoja heeft hier haar eindpunt. In de baai ligt een aantal eilandjes en voormalige eilandjes. Door postglaciale opheffing is een aantal eilanden inmiddels veranderd in een schiereiland. De baai heeft een maximale diepte van ongeveer 7 meter.